# ساسون صميح
ساسون بن رحميم بن يعقوب صميح (1893 - 20 يونيو 1976) سياسي عراقي. ولد بالموصل في عائلة يهودية عريقة ودرس ونشأ بها. انتخب نائباً عن الموصل في عام 1928 و1934 و1948. استقال في مارس 1951 وغادر العراق إلى إسرائيل وتوفي في حيفا. 

## سيرته
ولد ساسون بن رحميم بن يعقوب صميح في الموصل عام 1893 لعائلة يهودية موصلية معروفة. درس في مدارسها وتضلع من أحكام الدين اليهودي كما ألم باللغة العربية وآدابها وبعض اللغات الأخرى.

انتخب مرات عدة عضواً بمجلس بلدية الموصل. ولما أسس الحكم الوطني في العراق انتخب نائباً عن الموصل في مجلس النواب (1928 -1930) وانتخب مرة أخرى (1934 - 1935). وكان‌ أخر مرة ينتخب نائباً فيها عام 1948 حتى استقال في مارس 1951 وغادر العراق إلى إسرائيل.

توفي في حيفا في 20 يونيو 1976. 